# Dyan Webber
Dyan Webber (* 9. April 1966) ist eine ehemalige US-amerikanische Leichtathletin, die sich auf den Sprint spezialisiert hat. Ihren größten Erfolg feierte sie mit dem Gewinn der Silbermedaille in der 4-mal-400-Meter-Staffel bei den Hallenweltmeisterschaften 1993 in Toronto. Ihr Sohn Corey Thompson (* 1993) ist ein ehemaliger American-Football-Spieler.

## Sportliche Laufbahn
Erste internationale Erfahrungen sammelte Dyan Webber, die an der Texas Southern University studierte, vermutlich beim IAAF World Cup 1992 in Havanna, bei dem sie in 23,60 s den fünften Platz im 200-Meter-Lauf belegte und mit der US-amerikanischen 4-mal-100-Meter-Staffel mit 45,03 s auf Rang sieben gelangte. Im Jahr darauf belegte sie bei den Hallenweltmeisterschaften in Toronto in 23,53 s den sechsten Platz über 200 Meter und gewann mit der 4-mal-400-Meter-Staffel in 3:32,50 min gemeinsam mit Trevaia Williams-Davis, Terri Dendy und Natasha Kaiser-Brown die Silbermedaille hinter dem jamaikanischen Team. Im selben Jahr beendete sie ihre aktive sportliche Karriere im Alter von 27 Jahren.

## Persönliche Bestleistungen
- 100 Meter: 11,10 s (−1,7 m/s), 11. April 1992 in Las Vegas
- 200 Meter: 22,88 s (−0,9 m/s), 27. Juni 1992 in New Orleans